# Casquet
El casquet  o la beca és una família de lligadures, àmplia i diversa, que tenen en comú la forma arrodonida, l'escassa elevació i l'absència d'ales i de visera. Dit altrament, el casquet és com una gorra, però sense visera, o bé com un barret, però sense ala.
El català casquet equival a l'occità bonet; a l'espanyol gorro; al francès bonnet; a l'italià cuffia; al portuguès gorro i barrete; al romanès bonetă; a l'anglès bonnet i (en part) cap; a l'alemany Haube; al rus txepets (чепец) i xapka (шапка); etc.
Exemples típics de casquets d'ús civil són:

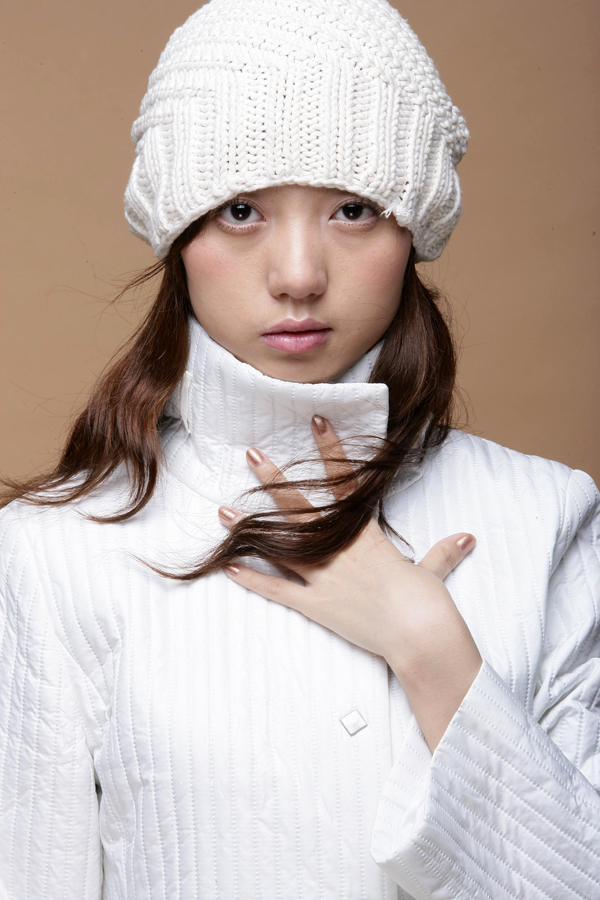
Model amb casquet de punt

- el casquet de punt (o, impròpiament, "gorra de punt"), d'ús sobretot femení i infantil, de forma semiesfèrica.
- el casquet de pell, peça d'abrigar de països molt freds, d'ús unisex i normalment de forma circular. És tradicional en nombrosos països, de l'Europa Oriental a Corea, i durant el segle xx ha anat introduint-se a l'Europa Occidental i a Amèrica (vegeu-ne la versió militar, més avall).
- la toca de la judicatura.

Als anys cinquanta i a la primeria dels anys 1960 fou moda una adaptació civil del casquet circular com a lligadura formal femenina; socialment es considerava una mena de barret.

## Ús militar
En el món militar, el casquet de dragó del segle xvii, mena de cucurulla d'extrem flàccid caigut cap a una banda, fou potser la primera lligadura individualitzadora de cos; seria imitada pels granaders.
Casquets de campanya emprats en el segle xviii foren el casquet de granader i el Kaskett (1769-1798) de la tropa d'infanteria austríaca.
Amb un ventall d'ús cronològicament més ampli, que engega en el segle xix i arriba actualment, hi ha el casquet de mariner i el casquet de pell.
La funció més habitual dels casquets militars, però, ha estat la de lligadura casernària. Durant el segle xviii, i fins a inicis del segle xix, els tipus més habituals de casquet militar emprats com a lligadura casernària eren avantpassats del casquet de caserna, és a dir, cucurulles d'extrem flàccid caigut cap a una banda; i avantpassats del casquet circular, és a dir, lligadures de roba de forma cilíndrica, sovint amb algun plec, frontal o lateral, que podia desplegar-se a manera de visera o d'orellera.
A partir del moment que la lligadura casernària passa a reglamentar-se uniformement per a tot l'exèrcit, els casquets militars d'aquest ús han estat els següents: el casquet de caserna; el casquet de plat; i el casquet circular.
Durant la primera meitat del segle XX fou característic dels pilots el casquet d'aviador.